# Riu Schuylkill
El riu Schuylkill (anglès: Schuylkill River, sovint pronunciat /'sku:kəɫ/) és un afluent del riu Delaware que flueix pel sud-est de l'estat estatunidenc de Pennsilvània. Es considera un riu pintoresc de Pennsilvània.
El riu té uns 290 km de longitud i drena una conca hidrogràfica d'uns 5.000 km², totalment a Pennsilvània. La font del seu branc est sorgeix a Tuscarora, als Apalatxes. El branc oest està prop de Minersville, i s'ajunta amb el branc est a la ciutat de Schuylkill Haven.

## Història i etimologia
Els lenapes foren els habitants permanents originals de l'àrea del voltant de aquest riu, que anomenaven Ganshohawanee, que significa 'aigües que escometen i rugeixen'. Més endavant, el riu fou nomenat Schuylkill pel seu descobridor europeu, Arendt Corssen, de la Companyia Neerlandesa de les Índies Occidentals. La denominació kill deriva de la paraula neerlandesa kille, 'rierol'. Una explicació per a aquest nom argumenta que és traducció de 'riu ocult', en referència a la seva confluència amb el riu Delaware a League Island, on queda pràcticament ocult a causa de la seva densa vegetació.
Thomas Paine intentà inútilment interessar els ciutadans en el finançament d'un pont de ferro sobre aquest riu, abans d'abandonar les seves pontifical works a causa de la Revolució Francesa.